# Lisa Murkowski
Lisa Ann Murkowski (ur. 22 maja 1957 w Ketchikan) – amerykańska polityk, senator ze stanu Alaska. Jest członkinią amerykańskiej Partii Republikańskiej. Z zawodu prawnik; jest mężatką.
W 1998 została wybrana do Izby Reprezentantów stanu Alaska. W grudniu 2002 w dość niekonwencjonalny sposób uzyskała mandat senatorski. Jej ojciec, Frank Murkowski, senator USA ze stanu Alaska (od 1980), zdobył w wyborach w listopadzie 2002 stanowisko gubernatora Alaski i tym samym musiał opuścić Senat. Jako nowy gubernator stanu miał jednak prawo wyznaczyć nową osobę na opuszczone miejsce w Senacie. Wskazany kandydat miałby zasiadać w Senacie do najbliższych wyborów w 2004. Frank Murkowski wyznaczył swoją córkę, Lisę Murkowski. Manewr ten był szeroko krytykowany jako przejaw nepotyzmu. Z drugiej strony, Lisa Murkowski była faktycznym liderem republikańskiej większości w stanowej Izbie Reprezentantów.
Pomimo kontrowersji związanych ze sposobem jej wyboru, Lisa Murkowski zdobyła w lecie 2004 nominację Partii Republikańskiej w wyborach do Senatu na jesieni 2004, następnie pokonała swojego demokratycznego kontrkandydata Tony’ego Knowlesa stosunkiem głosów 49% do 45%, uzyskując w ten sposób mandat senatora.
W 2010 nie uzyskała poparcia swojej partii i zapowiedziała start jako tzw. kandydat dopisany do listy. W związku z tym zaapelowała o dopisywanie jej nazwiska na kartach wyborczych, co zrobiło ok. 41% wyborców. Sąd zdecydował, że wszystkie karty z dopisanym nazwiskiem mają być sprawdzone. Tym samym udało jej się wejść do Senatu, mimo porażki w prawyborach. Powtórzyła tym samym wyczyn senatora Stroma Thurmonda z 1954.

## Odznaczenia
- Krzyż Kawalerski Orderu Sokoła Islandzkiego (Islandia, 2021)[2]
- Złota i Srebrna Gwiazda Orderu Wschodzącego Słońca (Japonia, 2023)[3]